# Schönhof (Niederstetten)
Schönhof ist ein Wohnplatz auf der Gemarkung des Niederstettener Stadtteils Wildentierbach im Main-Tauber-Kreis im fränkisch geprägten Nordosten Baden-Württembergs.

## Geschichte
Der Ort wurde in den Jahren 1317 und 1322 erstmals urkundlich als Schönefelt erwähnt. Im Jahre 1400 war Schönhof im Besitz des Rothenburger Bürgermeisters Heinrich Toppler und im Jahre 1681 des Grafen von Hohenlohe-Weikersheim. Die Herrschaftsrechte am Ort lagen bis 1802 bei der Reichsstadt Rothenburg ob der Tauber.
Der Wohnplatz kam als Teil der ehemals selbständigen Gemeinde Wildentierbach am 1. Februar 1972 zur Stadt Niederstetten.

## Kulturdenkmale
Kulturdenkmale in der Nähe des Wohnplatzes sind in der Liste der Kulturdenkmale in Niederstetten verzeichnet.

## Verkehr
Der Ort ist über eine von der K 2866 abzweigende Straße sowie über eine von der L 1026 abzweigende Straße zu erreichen. Im Ort befindet sich die gleichnamige Straße Schönhof.